# Unterseeboot UB-4
Pour les autres navires du même nom, voir Unterseeboot 3.
L'Unterseeboot UB-4 est un sous-marin (U-Boot) allemand de type UB I utilisé par la Kaiserliche Marine pendant la Première Guerre mondiale. Il a été coulé en août 1915 par un Q-ship britannique déguisé en bateau de pêche.

## Conception
Après l’avancée rapide de l’armée allemande le long de la côte de la mer du Nord au début de la Première Guerre mondiale, la marine impériale allemande s’est retrouvée sans sous-marins appropriés pouvant être utilisés dans les eaux étroites et peu profondes au large des Flandres,. Le projet 34, un effort de conception commencé à la mi-août 1914, a produit la conception du Type UB I : un petit sous-marin qui pouvait être expédié par chemin de fer jusqu’à un port d’opérations et rapidement assemblé. Contrainte par les limites de taille des chemins de fer, la conception de l’UB I prévoyait un bateau d’environ 28 mètres de long et déplaçant environ 125 tonnes, avec deux tubes lance-torpilles. L'UB-4 faisait partie du lot initial de huit sous-marins, numérotés UB-1 à UB-8, commandés le 15 octobre à Germaniawerft de Kiel, un peu moins de deux mois après le début de la planification de la classe,.
L'UB-4 mesurait 28,10 mètres de long, 3,15 mètres de large et avait un tirant d'eau de 3,03 mètres. Il était équipé d’un seul moteur Diesel Daimler 4 cylindres de 59 ch (44 kW) pour la navigation en surface, et d’un seul moteur électrique Siemens-Schuckert de 119 ch (89 kW) pour la navigation sous-marine, tous deux entraînant un seul arbre d'hélice. Ses vitesses de pointe étaient de 6,47 nœuds (11,98 km/h) en surface et de 5,51 nœuds (10,20 km/h) en immersion. À des vitesses plus modérées, il pouvait naviguer jusqu’à 1650 milles marins (3060 km) en surface avant de devoir se ravitailler, et jusqu’à 45 milles marins (83 km) en immersion avant de recharger ses batteries. Comme tous les bateaux de la classe, l'UB-4 était évalué à une profondeur de plongée de 50 mètres et pouvait s’immerger complètement en 33 secondes.
L'UB-4 avait un déplacement entre 127 et 142 tonnes, selon qu’il était en surface ou immergé. Il transportait deux torpilles de 450 mm pour ses deux tubes lance-torpilles d’étrave et était également armé d’une mitrailleuse de 8 millimètres montée sur le pont. L’effectif standard de l'UB-4 se composait d’un officier et de treize hommes du rang.

## Carrière
L'UB-4 a été commandé en octobre 1914 et a été mis sur cale au chantier naval Germaniawerft à Kiel le 3 novembre 1914. Une fois les travaux sur l'UB-4 terminés au chantier Germaniawerft, l'UB-4 a été préparé pour l’expédition ferroviaire. Le processus d’expédition d’un bateau UB I impliquait de décomposer le sous-marin en ce qui était essentiellement un kit. Chaque bateau a été découpé en une quinzaine de sections et chargé sur huit wagons plats. Au début de l’année 1915, les sections de l'UB-4 furent expédiées à Anvers pour être réassemblé, un processus qui prenait généralement deux à trois semaines. Après l’assemblage et le lancement de l'UB-4 en mars 1915, il a été chargé sur une barge et emmené à travers les canaux jusqu’à Bruges où il a subi des essais.
Le sous-marin a été mis en service dans la marine impériale allemande le 23 mars 1915 sous le nom de UB-4, sous le commandement de l'Oberleutnant zur See Karl Gross,, un officier de 29 ans qui commandait pour la première fois un sous-marin. L'UB-4 a rejoint rapidement les autres bateaux UB I qui composaient alors la Flottille des Flandres (en allemand : U-boote des Marinekorps U-Flotille Flandern), qui avait été créée le 29 mars. Lorsque l'UB-4 rejoignit la flottille, l’Allemagne était au milieu de sa première offensive sous-marine, commencée en février. Au cours de cette campagne, les navires ennemis dans la zone de guerre définie par l’Allemagne (en allemand : Kriegsgebiet), qui englobait toutes les eaux autour du Royaume-Uni (y compris la Manche), devaient être coulés. Les navires des pays neutres ne devaient pas être attaqués à moins qu’ils ne puissent être définitivement identifiés comme des navires ennemis opérant sous faux pavillon.
L'UB-4 a donné le coup d’envoi des opérations de la nouvelle flottille lorsqu’il est parti pour sa première patrouille le 9 avril. Le lendemain, il coule le premier navire crédité à la flottille des Flandres. Le Harpalyce, de 5940 tonneaux de jauge brute (TJB), battant pavillon britannique, avait été affrété par la Commission for Relief in Belgium américaine. Il se dirigeait vers Norfolk, en Virginie, aux États-Unis, sur lest après avoir livré des fournitures de secours à Rotterdam. L'UB-4 rencontra le vapeur entre Harwich et Hoek van Holland et s’approcha à environ 91 m,. Malgré le fait que le navire avait un sauf-conduit de l’Allemagne, qu’il était marqué des mots « Belgian Relief » sur son côté et qu’il arborait un pavillon blanc avec le même libellé, Gross torpilla le navire sans avertissement. Le Harpalyce a coulé en cinq minutes environ, ce qui n’a pas laissé le temps de mettre à l’eau les canots de sauvetage. Les vapeurs hollandais Elisabeth et Constance et le vapeur américain Ruby recueillent des survivants. Herbert Hoover, chef du comité de secours, a rapporté que l’affrètement du navire par son organisation s’était terminé après la livraison de la cargaison à Rotterdam, mais a exprimé son incrédulité quant au fait que le navire aurait pu être victime d’une attaque à la torpille, étant donné la « certitude distincte » que les navires engagés dans l’effort de secours « ne seraient pas attaqués ». Le capitaine de l'Harpalyce et 14 autres membres de l’équipage de 44 hommes sont morts dans l’attaque. Le Harpalyce est le plus gros navire coulé par l'UB-4 au cours de sa carrière.
L'UB-4 a continué ses victimes après le naufrage de l'Harpalyce en coulant le navire grec Ellispontos, un vapeur de 2989 tonneaux de jauge brute. L'Ellispontos était en route vers Montevideo depuis Amsterdam lorsqu’il a été coulé par l'UB-4 le 17 avril. Bien que les sous-marins allemands aient coulé plus de 100 000 tonnes de navires en mai et juin,, l'UB-4 n’a pas contribué à ce total. Cependant il a contribué au score de 98 000 tonnes coulées en juillet, lorsqu’il a coulé le navire belge Princesse Marie José et sa cargaison de charbon le 29 juillet,. Le vapeur de 1954 tonneaux de jauge brute avait quitté Dunston et se dirigeait vers Bordeaux lorsqu’il a coulé à 1,5 milles marins (2,8 km) du bateau-phare Shipwash au large de Harwich.
Le 14 août, le Bona Fide, un navire de pêche britannique de 59 tonneaux de jauge brute, est arrêté par un sous-marin, arraisonné et coulé à l’aide d’explosifs à 35 milles marins (65 km) à l’est-nord-est de Lowestoft,. Selon le site Web Uboat.net, cette attaque a probablement été perpétrée par l'UB-4, car il opérait dans la région lors de sa quatorzième patrouille.
Quelle que soit l’identité de l’agresseur du Bona Fide, le lendemain l'UB-4 s’est approché d’un groupe de smacks dans les environs, mais à l’insu du commandant de l'UB-4, l’un des navires de pêche était en fait un navire-leurre britannique. Le navire-leurre, ou Q-ship, était le His Majesty’s Armed Smack Inverlyon, un smack qui avait été équipé d’un canon de 3 livres (47 mm) dissimulé. Vers 20 h 20, l'UB-4 s’approcha à moins de 27 m de l'Inverlyon et Gross, sur la passerelle de commandement de l'UB-4, cria en allemand des ordres à l’équipage de l'Inverlyon. Après avoir attendu le bon moment, Ernest Jehan, un artilleur de la Royal Navy qui commandait l'Inverlyon, ordonna que le White Ensign soit hissé et donna l’ordre d’ouvrir le feu. Une salve de trois coups de canon de 3 livres a touché le kiosque, la seconde salve détruisant une partie du pont et envoyant Gross à l’eau. L'UB-4, sans personne à la barre, dériva derrière l'Inverlyon. Lorsqu’il fut dégagé, le canon de 3 livres tira six autres coups à bout portant dans la coque de l'UB-4. Pendant ce temps, le sous-marin était visé par des tirs d’armes légères réalisés par l’équipage de l'Inverlyon. Le sous-marin a commencé à couler par la proue, se dressant presque à la verticale avant de disparaître sous la surface. Un membre de l’équipage de l'Inverlyon a tenté de sauver un membre d’équipage de l'UB-4, mais n’a pas pu l’atteindre avant qu’il ne coule à pic, subissant le même sort que les treize autres membres d’équipage du sous-marin.
Alors que l'UB-4 coulait, sa carcasse s’est prise dans les filets de l'Inverlyon, qui avaient été déployés pour garder l’apparence d’un vrai bateau de pêche, clouant sur place l'Inverlyon. L’équipage du Q-ship, n’ayant pas de poste TSF à bord, a envoyé via un autre smack un compte-rendu du combat. Le lendemain matin, il a lâché des pigeons voyageurs avec un messages demandant des instructions sur ce qu’il fallait faire de l'UB-4. L’idée de récupérer le sous-marin a été rejetée, de sorte que les filets ont été coupés, libérant l'UB-4 pour qu’il coule au fond. L’épave de l'UB-4 gît à la position 52° 43′ N, 2° 18′ E. Ernest Jehan a reçu la Distinguished Service Cross pour avoir coulé l'UB-4, et les membres d’équipage de l'Inverlyon se sont partagé la prime payée par l’Amirauté pour la destruction d’un sous-marin.

## Navires coulés[12]
| Date            | Nom                  | Nationalité    | Tonnage | Destin |
| --------------- | -------------------- | -------------- | ------- | ------ |
| 10 avril 1915   | Harpalyce            | United Kingdom | 5940    | Coulé  |
| 17 avril 1915   | Ellispontos          | Grèce          | 2989    | Coulé  |
| 29 juillet 1915 | Princesse Marie Jose | Belgique       | 1954    | Coulé  |
| 14 août 1915    | Bona Fide            | United Kingdom | 59      | Coulé  |

## Affectations
- Flottille des Flandres : du 12 avril au 15 août 1915

## Commandants
- Oberleutnant zur See Karl Gross : du 23 mars au 15 août 1915